# Мартина Барта
Мартина Барта (Праг, 1. септембар 1988) je чешка џез певачица. Тренутно живи у Берлину, а од 2014. је чланица немачког џез бенда 4 To The Bar, у којем свира рог. Мартина је представљала Чешку на Песми Евровизије 2017.

## Биографија
Рођена је 1. септембра 1988. године у Прагу. У периоду 1999–2007. похађала је гимназију Јан Неруда, где се фокусирала на класичну музику и француски рог. Након дипломе примљена је на студиј медицине на 1. медицински факултет Карловског универзитета у Прагу.
2010. је у емисији Robin Hood – Cesta ke slávě победи и оставри своју прву улогу у позоришту, у мјузиклу. 2011. године је примљена на Jazz Institut Universität der Künste у Берлину, где је током студија развила технике певања и музичке вештине код низа професора.
Наступила је на неколико џез фестивала као што су Kurt Weil Festival Dessau, Düsseldorfer Jazz Rally и Jazz am Greifensee, а сарађивала је са бројним уметницима попут Арона Голдберга и Грегорија Хутшинсона. У јулу 2016. године, након успешно завршених студија на Jazz Institute Berlin, похађала је џез радионицу у Порт Товнсенду, у Сједињеним Америчким Државама.
Током студија у Берлину, је са својим разредником направила пројекат Scotch and Soda. 2011. године је наступила у Чешкој као солиста биг бенда Феликса Словачека. У 2015. и 2016. години учествовала је у пројекту Sinatrology заједно са чешким и иностраним уметницима. Такође, запажена је била њена сарадња са својом сестром Кристином Бартом у песми Find Peace of Mind, која је награђена бројним наградама у Чешкој. 2018. године учествовала је на такмичењу Deutschland sucht den Superstar.

## Песма Евровизије
16. фебруара 2017. Чешка телевизија објавила је да ће Мартина Барта бити представница Чешке Републике на Песми Евровизије 2017. у Кијеву. Певала је песму My Turn, коју је извела у првом полуфиналу одржаном 9. маја. Није се пласирала у финале. Била је 13. са 83 освојена бода.